# Copa do Mundo FIFA de 2006 - Grupo D
O Grupo D da Copa do Mundo de 2006 foi formado por Portugal, México, Irã e Angola.

## Classificação
| Pos | Equipe   | Pts | J | V | E | D | GP | GC | SG | Classificado      |
| --- | -------- | --- | - | - | - | - | -- | -- | -- | ----------------- |
| 1   | Portugal | 9   | 3 | 3 | 0 | 0 | 5  | 1  | +4 | Fase eliminatória |
| 2   | México   | 4   | 3 | 1 | 1 | 1 | 4  | 3  | +1 | Fase eliminatória |
| 3   | Angola   | 2   | 3 | 0 | 2 | 1 | 1  | 2  | −1 | Eliminado         |
| 4   | Irã      | 1   | 3 | 0 | 1 | 2 | 2  | 6  | −4 | Eliminado         |

## México - Irã
| 11 de Junho de 2006 | México                    | 3 – 1       | Irã              | FIFA WM Stadion Nürnberg, Nuremberg          |
| 18:00               | Bravo 28' 76' · Sinha 79' | (Relatório) | Golmohammadi 36' | Público: 41,000 Árbitro: ITA Roberto Rosetti |

| MÉXICO:         |    |                    |       |     |
|                 |    |                    |       |     |
| GK              | 1  | Oswaldo Sánchez    |       |     |
| CB              | 5  | Ricardo Osorio     |       |     |
| CB              | 4  | Rafael Márquez (c) |       |     |
| CB              | 3  | Carlos Salcido     | 90+1' |     |
| RM              | 16 | Mario Méndez       |       |     |
| CM              | 6  | Gerardo Torrado    | 18'   | 46' |
| CM              | 8  | Pável Pardo        |       |     |
| LM              | 14 | Gonzalo Pineda     |       |     |
| RF              | 19 | Omar Bravo         |       |     |
| CF              | 9  | Jared Borgetti     |       | 52' |
| LF              | 10 | Guillermo Franco   |       | 46' |
| Substitutos:    |    |                    |       |     |
| FW              | 7  | Sinha              |       | 46' |
| MF              | 23 | Luis Ernesto Pérez |       | 46' |
| FW              | 17 | Francisco Fonseca  |       | 52' |
| Treinador:      |    |                    |       |     |
| Ricardo Lavolpe |    |                    |       |     |

| IRÃ:             |    |                     |     |     |
|                  |    |                     |     |     |
| GK               | 1  | Ebrahim Mirzapour   |     |     |
| RB               | 13 | Hossein Kaebi       |     |     |
| CB               | 4  | Yahya Golmohammadi  |     |     |
| CB               | 5  | Rahman Rezaei       |     |     |
| LB               | 20 | Mohammad Nosrati    |     | 81' |
| RM               | 2  | Mehdi Mahdavikia    |     |     |
| CM               | 6  | Javad Nekounam      | 55' |     |
| CM               | 8  | Ali Karimi          |     | 62' |
| LM               | 14 | Andranik Teymourian |     |     |
| CF               | 9  | Vahid Hashemian     |     |     |
| CF               | 10 | Ali Daei (c)        |     |     |
| Substitutos:     |    |                     |     |     |
| MF               | 21 | Mehrzad Madanchi    |     | 62' |
| FW               | 15 | Arash Borhani       |     | 81' |
| Treinador:       |    |                     |     |     |
| Branko Ivanković |    |                     |     |     |

| Homem da partida Omar Bravo Assistentes: Cristiano Copelli Alessandro Stagnoli Quarto-árbitro: Jerome Damon Quinto-árbitro: Enock Molefe |

## Angola - Portugal
| 11 de Junho de 2006 | Angola | 0 – 1       | Portugal   | FIFA WM Stadion Köln, Colônia                |
| 21:00               |        | (Relatório) | Pauleta 4' | Público: 45,000 Árbitro: URU Jorge Larrionda |

| ANGOLA:                 |    |                 |       |     |
|                         |    |                 |       |     |
| GK                      | 1  | João Ricardo    |       |     |
| RB                      | 20 | Locó            | 45+3' |     |
| CB                      | 3  | Jamba           | 28'   |     |
| CB                      | 5  | Kali            |       |     |
| LB                      | 21 | Delgado         |       |     |
| RM                      | 17 | Zé Kalanga      |       | 70' |
| CM                      | 8  | André Macanga   | 52'   |     |
| CM                      | 7  | Figueiredo      |       | 80' |
| CM                      | 11 | Mateus          |       |     |
| LM                      | 14 | Mendonça        |       |     |
| CF                      | 10 | Akwá (c)        |       | 60' |
| Substitutos:            |    |                 |       |     |
| FW                      | 9  | Pedro Mantorras |       | 60' |
| MF                      | 13 | Édson           |       | 70' |
| MF                      | 6  | Miloy           |       | 80' |
| Treinador:              |    |                 |       |     |
| Luís Oliveira Gonçalves |    |                 |       |     |

| PORTUGAL:           |    |                   |     |     |
|                     |    |                   |     |     |
| GK                  | 1  | Ricardo           |     |     |
| RB                  | 13 | Miguel            |     |     |
| CB                  | 5  | Fernando Meira    |     |     |
| CB                  | 16 | Ricardo Carvalho  |     |     |
| LB                  | 14 | Nuno Valente      | 79' |     |
| CM                  | 8  | Petit             |     | 72' |
| CM                  | 19 | Tiago             |     | 83' |
| AM                  | 7  | Luís Figo (c)     |     |     |
| RF                  | 17 | Cristiano Ronaldo | 26' | 60' |
| CF                  | 9  | Pauleta           |     |     |
| LF                  | 11 | Simão             |     |     |
| Substitutos:        |    |                   |     |     |
| MF                  | 6  | Costinha          |     | 60' |
| MF                  | 18 | Maniche           |     | 72' |
| MF                  | 10 | Hugo Viana        |     | 83' |
| Treinador:          |    |                   |     |     |
| Luiz Felipe Scolari |    |                   |     |     |

| Homem da partida Luís Figo Assistentes: Wálter Rial Pablo Fandino Quarto-árbitro: Kevin Stott Quinto-árbitro: Chris Strickland |

## México - Angola
| 16 de Junho de 2006 | México | 0 – 0       | Angola | FIFA WM Stadion Hannover, Hanôver           |
| 21:00               |        | (Relatório) |        | Público: 43,000 Árbitro: SIN Shamsul Maidin |

| MÉXICO:         |    |                    |     |     |
|                 |    |                    |     |     |
| GK              | 1  | Oswaldo Sánchez    |     |     |
| CB              | 4  | Rafael Márquez (c) |     |     |
| CB              | 5  | Ricardo Osorio     |     |     |
| CB              | 3  | Carlos Salcido     |     |     |
| RM              | 16 | Mario Méndez       |     |     |
| CM              | 8  | Pável Pardo        |     |     |
| CM              | 6  | Gerardo Torrado    |     |     |
| LM              | 14 | Gonzalo Pineda     | 59' | 78' |
| AM              | 7  | Sinha              |     | 52' |
| CF              | 19 | Omar Bravo         |     |     |
| CF              | 10 | Guillermo Franco   |     | 74' |
| Substitutos:    |    |                    |     |     |
| MF              | 21 | Jesus Arellano     |     | 52' |
| FW              | 17 | Francisco Fonseca  |     | 74' |
| MF              | 11 | Ramón Morales      |     | 78' |
| Treinador:      |    |                    |     |     |
| Ricardo Lavolpe |    |                    |     |     |

| ANGOLA:                 |    |                  |                                   |     |
|                         |    |                  |                                   |     |
| GK                      | 1  | João Ricardo     | 86'                               |     |
| RB                      | 20 | Locó             |                                   |     |
| CB                      | 3  | Jamba            |                                   |     |
| CB                      | 5  | Kali             |                                   |     |
| LB                      | 21 | Delgado          | 13'                               |     |
| DM                      | 8  | André Macanga    | Penalizado · Penalizado · Expulso |     |
| RM                      | 17 | Zé Kalanga       | 50'                               | 83' |
| CM                      | 11 | Mateus           |                                   | 68' |
| CM                      | 7  | Figueiredo       |                                   | 73' |
| LM                      | 14 | Mendonça         |                                   |     |
| CF                      | 10 | Fabrice Akwa (c) |                                   |     |
| Substitutos:            |    |                  |                                   |     |
| MF                      | 9  | Pedro Mantorras  |                                   | 68' |
| DF                      | 15 | Rui Marques      |                                   | 73' |
| FW                      | 6  | Miloy            |                                   | 83' |
| Treinador:              |    |                  |                                   |     |
| Luís Oliveira Gonçalves |    |                  |                                   |     |

| Homem da partida João Ricardo Assistentes: Carlos Chandia Rodrigo González Quarto-árbitro: Prachya Permpanich Quinto-árbitro: Eisa Ghoulum |

## Portugal - Irã
| 17 de Junho de 2006 | Portugal                      | 2 – 0       | Irã | FIFA WM Stadion Frankfurt, Frankfurt     |
| 15:00               | Deco 63' · Ronaldo 80' (pen.) | (Relatório) |     | Público: 48,000 Árbitro: FRA Éric Poulat |

| PORTUGAL:           |    |                   |       |     |
|                     |    |                   |       |     |
| GK                  | 1  | Ricardo           |       |     |
| RB                  | 13 | Miguel            |       |     |
| CB                  | 16 | Ricardo Carvalho  |       |     |
| CB                  | 5  | Fernando Meira    |       |     |
| LB                  | 14 | Nuno Valente      |       |     |
| CM                  | 6  | Costinha          | 61'   |     |
| CM                  | 18 | Maniche           |       | 66' |
| RW                  | 7  | Luís Figo (c)     |       | 88' |
| AM                  | 20 | Deco              | 48'   | 80' |
| LW                  | 17 | Cristiano Ronaldo |       |     |
| CF                  | 9  | Pauleta           | 45+1' |     |
| Substitutos:        |    |                   |       |     |
| MF                  | 8  | Petit             |       | 66' |
| MF                  | 19 | Tiago             |       | 80' |
| MF                  | 11 | Simão             |       | 88' |
| Treinador:          |    |                   |       |     |
| Luiz Felipe Scolari |    |                   |       |     |

| IRÃ:             |    |                        |     |     |
|                  |    |                        |     |     |
| GK               | 1  | Ebrahim Mirzapour      |     |     |
| RB               | 13 | Hossein Kaebi          | 73' |     |
| CB               | 5  | Rahman Rezaei          |     |     |
| CB               | 4  | Yahya Golmohammadi (c) | 88' | 88' |
| LB               | 20 | Mohammad Nosrati       |     |     |
| CM               | 6  | Javad Nekounam         | 20' |     |
| CM               | 14 | Andranik Teymourian    |     |     |
| RW               | 2  | Mehdi Mahdavikia       |     |     |
| AM               | 8  | Ali Karimi             |     | 65' |
| LW               | 21 | Mehrzad Madanchi       | 32' | 66' |
| CF               | 9  | Vahid Hashemian        |     |     |
| Substitutos:     |    |                        |     |     |
| MF               | 7  | Ferydoon Zandi         |     | 65' |
| FW               | 11 | Rasoul Khatibi         |     | 66' |
| DF               | 3  | Sohrab Bakhtiarizadeh  |     | 88' |
| Treinador:       |    |                        |     |     |
| Branko Ivanković |    |                        |     |     |

| Homem da partida Deco Assistentes: Mohamed Guezzaz Brahim Djezzar Quarto-árbitro: Lionel Dagorne Quinto-árbitro: Vincent Texier |

## Portugal - México
| 21 de Junho de 2006 | Portugal                      | 2 – 1       | México      | FIFA WM Stadion Gelsenkirchen, Gelsenkirchen |
| 16:00               | Maniche 6' · Simão 24' (pen.) | (Relatório) | Fonseca 29' | Público: 52,000 Árbitro: ESL Ľuboš Micheľ    |

| PORTUGAL:           |    |                  |       |     |
|                     |    |                  |       |     |
| GK                  | 1  | Ricardo          |       |     |
| RB                  | 13 | Miguel           | 26'   | 61' |
| CB                  | 5  | Fernando Meira   |       |     |
| CB                  | 16 | Ricardo Carvalho |       |     |
| LB                  | 3  | Marco Caneira    |       |     |
| CM                  | 18 | Maniche          | 69'   |     |
| CM                  | 8  | Petit            |       |     |
| RW                  | 7  | Luís Figo (c)    |       | 80' |
| AM                  | 19 | Tiago            |       |     |
| LW                  | 11 | Simão            |       |     |
| CF                  | 23 | Hélder Postiga   |       | 70' |
| Substitutos:        |    |                  |       |     |
| DF                  | 2  | Paulo Ferreira   |       | 61' |
| FW                  | 21 | Nuno Gomes       | 90+1' | 70' |
| FW                  | 15 | Luís Boa Morte   | 88'   | 80' |
| Treinador:          |    |                  |       |     |
| Luiz Felipe Scolari |    |                  |       |     |

| MÉXICO:         |    |                            |                                   |     |
|                 |    |                            |                                   |     |
| GK              | 1  | Oswaldo Sánchez            |                                   |     |
| CB              | 4  | Rafael Márquez (c)         | 65'                               |     |
| CB              | 5  | Ricardo Osorio             |                                   |     |
| CB              | 3  | Carlos Salcido             |                                   |     |
| RM              | 16 | Mario Méndez               |                                   | 80' |
| CM              | 22 | Francisco Javier Rodríguez | 22'                               | 46' |
| CM              | 8  | Pável Pardo                |                                   |     |
| LM              | 14 | Gonzalo Pineda             |                                   | 69' |
| AM              | 23 | Luis Ernesto Pérez         | Penalizado · Penalizado · Expulso |     |
| AM              | 19 | Omar Bravo                 |                                   |     |
| CF              | 17 | Francisco Fonseca          |                                   |     |
| Substitutos:    |    |                            |                                   |     |
| MF              | 7  | Sinha                      | 86'                               | 46' |
| DF              | 15 | José Antonio Castro        |                                   | 69' |
| FW              | 10 | Guillermo Franco           |                                   | 80' |
| Treinador:      |    |                            |                                   |     |
| Ricardo Lavolpe |    |                            |                                   |     |

| Homem da partida Francisco Fonseca Assistentes: Roman Slysko Martin Balko Quarto-árbitro: Essam Abd El Fatah Quinto-árbitro: Mamadou Ndoye |

## Irã - Angola
| 21 de Junho de 2006 | Irã                | 1 – 1       | Angola     | Zentralstadion, Leipzig                  |
| 16:00               | Bakhtiarizadeh 75' | (Relatório) | Flávio 60' | Público: 38,000 Árbitro: AUS Mark Shield |

| IRÃ:             |    |                       |       |     |
|                  |    |                       |       |     |
| GK               | 1  | Ebrahim Mirzapour     |       |     |
| RB               | 13 | Hossein Kaebi         |       | 67' |
| CB               | 3  | Sohrab Bakhtiarizadeh |       |     |
| CB               | 5  | Rahman Rezaei         |       |     |
| LB               | 20 | Mohammad Nosrati      |       | 13' |
| CM               | 14 | Andranik Teymourian   | 55'   |     |
| CM               | 7  | Ferydoon Zandi        | 90+1' |     |
| RW               | 2  | Mehdi Mahdavikia      |       |     |
| AM               | 9  | Vahid Hashemian       |       | 39' |
| LW               | 21 | Mehrzad Madanchi      | 37'   |     |
| CF               | 10 | Ali Daei (c)          |       |     |
| Substitutos:     |    |                       |       |     |
| MF               | 23 | Masoud Shojaei        |       | 13' |
| FW               | 11 | Rasoul Khatibi        |       | 39' |
| FW               | 15 | Arash Borhani         |       | 67' |
| Treinador:       |    |                       |       |     |
| Branko Ivanković |    |                       |       |     |

| ANGOLA:                 |    |              |     |     |
|                         |    |              |     |     |
| GK                      | 1  | João Ricardo |     |     |
| RB                      | 20 | Locó         | 22' |     |
| CB                      | 3  | Jamba        |     |     |
| CB                      | 5  | Kali         |     |     |
| LB                      | 21 | Delgado      |     |     |
| CM                      | 7  | Figueiredo   |     | 73' |
| CM                      | 6  | Miloy        |     |     |
| RW                      | 17 | Zé Kalanga   | 67' |     |
| AM                      | 11 | Mateus       |     | 23' |
| LW                      | 14 | Mendonça     | 46' |     |
| CF                      | 10 | Akwa (c)     |     | 51' |
| Substitutos:            |    |              |     |     |
| FW                      | 18 | Love         |     | 23' |
| FW                      | 16 | Flávio       |     | 51' |
| DF                      | 15 | Rui Marques  |     | 73' |
| Treinador:              |    |              |     |     |
| Luís Oliveira Gonçalves |    |              |     |     |

| Homem da partida Zé Kalanga Assistentes: Nathan Gibson Ben Wilson Quarto-árbitro: Carlos Simon Quinto-árbitro: Aristeu Tavares |